# Francesc Pi i Amat
Francesc Pi i Amat, també anomenat Xico Florian (Sa Riera, Begur, 23 de febrer de 1922 - Begur, 26 de juliol de 2009), fou pescador català. De ben menut es va dedicar a la pesca i va esdevenir un gran coneixedor de la nostra costa. Gràcies als seus coneixements i experiència va ser entrevistat per diversos mitjans de comunicació, va participar en la confecció del mapa de la costa de l'Empordanet i el programa Talassa del Canal 33 li va dedicar el programa "Xico, la memòria de Sa Riera". L'octubre de 2006 Miquel Martín i Pere Molina van començar a entrevistar-lo al programa "Fem memòria" de Ràdio Begur, del qual sortiria el llibre de converses.
El juny de 2010 l'Ajuntament de Begur el va nomenar fill predilecte, li va dedicar un monòlit i va posar el seu nom a la placeta de Sa Riera.